# Гворемор ап Гадеон
Гворемор ап Гадеон (корн. Guoremor ap Gadeon; 358—415) — король Думнонии (405—415).

## Биография
Гворемор был сыном Гадеона и Гуладис верх Ллеувер. В 405 году он стал править Думнонией, а после того как римляне покинули Британию, принял королевский титул.
В 415 году Гворемор ап Гадеон умер и его сын Тутвал стал новым королём Думнонии.